# Улица 50 лет Октября (Тюмень)
У́лица 50 лет Октября́ — одна из основных улиц Тюмени. На ней расположено более 140 зданий — многоэтажные жилые дома, общественные здания, промышленные предприятия.

## Расположение
Расположена в Центральном и Ленинском административных округах города Тюмени. Начинается от перекрёстка с улицей Профсоюзная и заканчивается с ноября 2014 года на пересечении с улицей Старый Тобольский тракт. Протяженность 8,5 км.
На улице расположены крупные перекрёстки городского значения с улицами: Профсоюзная, Холодильная, Мельникайте, Пермякова, Чекистов. Также имеется ответвление на развязку с улицей Республики.

## Транспорт
Улица является одной из основных магистралей города. Из-за интенсивности движения в «часы-пик» на ней часто возникают серьёзные дорожные заторы. По улице ходят несколько городских и пригородных автобусов, а также маршрутные такси.

## Общественно значимые объекты
- Главный корпус Тюменского индустриального университета
- Областная клиническая больница № 2
- Прокуратура Тюменской области
- Ленинский районный суд г. Тюмени
- МРЭО ГИБДД УМВД России по Тюменской области
- Отделение по организации оформления заграничных паспортов Управления по вопросам миграции УМВД России по Тюменской области
- Отдел по вопросам трудовой миграции Управления по вопросам миграции УМВД России по Тюменской области
- Спортивный комплекс «Токио»
- Церковь в честь Иконы Божией Матери «Целительница»
- Сквер Гимназистов
- Завод ЖБИ-3
- Завод ЖБИ-5

## Офисные центры
- «Нобель» и «Нобель-Парк»
- «Овентал Тауэр»
- «Пётр Столыпин»

## Торговые центры
- ТРЦ «Магеллан»
- гипермаркет «Магнит Экстра»
- ТЦ «Молоток»
- ТЦ «Половик»